# Мавританська угія
Угія (араб. أوقية موريتانية (IPA: [uɡija]); код: MRU) — грошова одиниця держави Мавританія. Одна мавританська угія дорівнює 5 хумс (араб. خمس — «одна п'ята»). У грошовому обігу знаходяться банкноти номіналом в 20, 50, 100, 200, 500, 1000 мавританських угій, монети номіналом 20, 10, 5, 1 і 1/5 (1 хумс). Впроваджена до грошового обігу 1973 року замість франка КФА за співвідношенням 1 угія = 5 франків.

## MRO

### Банкноти
У 1973 році Центральний банк Мавританії випустив банкноти номіналом 100, 200 та 1 000 угій. У 1974 році було випущено другу серію банкнот тих самих номіналів, а в 1979 році до них додалися банкноти номіналом 500 угійя. Починаючи з другого випуску, банкноти друкувалися друкарнею Giesecke & Devrient у Мюнхені. 

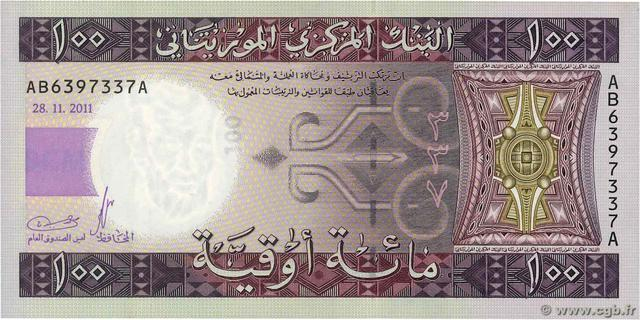
Аверс банкноти номіналом 100 угій, випущеної у 2011 році. Реверс містить текст французькою мовою та західними арабськими цифрами.

Нові банкноти та нові монети були введені в обіг у 2004 році. Ці банкноти мають абсолютно нові лицьові сторони, а віньєтки на зворотному боці були перероблені, щоб пристосуватися до зменшеного розміру. Купюра номіналом 2 000 угій є абсолютно новою. 
На всіх банкнотах, окрім 100 та 200 угійя, номінал зазначено арабськими цифрами на голографічній нашивці праворуч на лицьовому боці. Серійні номери для всіх номіналів тепер з'являються горизонтально вгорі ліворуч і внизу по центру, а також вертикально в крайньому правому куті; всі вони складаються з 2-символьного префікса, 7-значного серійного номера та 1-символьного суфікса.
Абсолютно нова банкнота номіналом 5 000 угій, датована 28 листопада 2009 року, була введена в обіг 8 серпня 2010 року, а 1 лютого 2012 року була випущена оновлена банкнота номіналом 2 000 угій, датована 28 листопада 2011 року .

## MRU
5 грудня 2017 року Центральний банк Мавританії оголосив про деномінацію своєї валюти у співвідношенні 1:10. В рамках деномінації було випущено нову серію монет номіналом 1 хум (1⁄5 угійї), 1, 5, 10 і 20 угійї, причому остання була викарбувана у вигляді триметалевої монети, а також нову серію банкнот номіналом 50, 100, 200, 500 і 1 000 угійї. Нові банкноти, випущені в рамках деномінації, повністю надруковані на полімері. Як наслідок цієї зміни, валютні коди ISO для угійї були змінені на MRU / 929, а існуючі коди MRO / 478 були скасовані відповідно до Поправки № 165 до ISO 4217 від 14 грудня 2017 року . У 2018 році в обіг була випущена монета номіналом 2 угії, яка слугувала проміжним номіналом для монет номіналом 1 і 5 угій, що вже перебували в обігу. 28 листопада 2021 року Центральний банк Мавританії випустив банкноту номіналом 20 угій. 15 червня 2023 року Центральний банк Мавританії випустив нову банкноту номіналом 50 угійя на честь 50-річчя обігу угійя в Мавританії, яка перебуває в обігу разом з попередньою банкнотою того ж номіналу. 

## Пам'ятні банкноти
Наразі існує дві пам'ятні банкноти Мавританії: 5000 угій, присвячених 40-річчю Центрального банку Мавританії таі 50 угій випущених на честь 50-річчя національної валюти.